# Они (град)
Они (груз. ონი) је град у Грузији у регији Рача-Лечхуми и Доња Сванетија. Према из 2014. у граду је живело 2.656 становника.

## Становништво
Према процени, у граду је 2014. живело 2.656 становника.
| 1989. | 2002. | 2014. |
| ----- | ----- | ----- |
| 5.481 | 3.340 | 2.656 |